# راشد محمد
راشد محمد عمر (انگلیسی: Rashed Mohammed؛ زادهٔ ۶ دسامبر ۱۹۹۵) بازیکن فوتبال اهل امارات متحده عربی است.